# Maria d'Armagnac
Maria d'Armagnac (1420 circa – 25 luglio 1473) è stata una nobildonna francese.

Arma dei conti d'Armagnac : d'argento con leone rosso

Era figlia di Giovanni IV d'Armagnac, conte di Armagnac, e di Isabella di Navarra. Attraverso suo figlio sarebbe poi diventata la bisnonna di Enrico IV di Francia.

## Matrimonio e figli
Il 30 aprile 1437 Maria divenne la seconda moglie di Giovanni II d'Alençon. Il loro matrimonio si celebrò nel castello di L'Isle-Jourdain. Ebbero due figli:
- Caterina (1452-1505)
- Renato (1454-1492).

Maria morì il 25 luglio 1473 nel convento di Mortagne-au-Perche. Suo marito morì tre anni dopo, l'8 settembre 1476 a Parigi.

## Ascendenza
|                                           |                             |                                       | Genitori                                                                    |  |  | Nonni |  |  | Bisnonni                                 |  |  | Trisnonni                                |  |
|                                           |                             |                                       |                                                                             |  |  |       |  |  | 8. Giovanni II, conte d'Armagnac e Rodez |  |  | 16. Giovanni I, conte d'Armagnac e Rodez |  |
|                                           |                             |                                       |                                                                             |  |  |       |  |  | 8. Giovanni II, conte d'Armagnac e Rodez |  |  | 16. Giovanni I, conte d'Armagnac e Rodez |  |
|                                           |                             | 17. Beatrice di Charolais             |                                                                             |  |  |       |  |  | 8. Giovanni II, conte d'Armagnac e Rodez |  |  |                                          |  |
| 4. Bernardo VII, conte d'Armagnac e Rodez |                             |                                       |                                                                             |  |  |       |  |  | 8. Giovanni II, conte d'Armagnac e Rodez |  |  |                                          |  |
|                                           |                             | 9. Giovanna di Périgord               | 18. Ruggero Bernardo, conte di Périgord                                     |  |  |       |  |  |                                          |  |  |                                          |  |
|                                           |                             | 9. Giovanna di Périgord               | 18. Ruggero Bernardo, conte di Périgord                                     |  |  |       |  |  |                                          |  |  |                                          |  |
|                                           |                             | 9. Giovanna di Périgord               | 19. Eleonora di Vendôme                                                     |  |  |       |  |  |                                          |  |  |                                          |  |
| 2. Giovanni IV, conte d'Armagnac e Rodez  |                             | 9. Giovanna di Périgord               |                                                                             |  |  |       |  |  |                                          |  |  |                                          |  |
|                                           |                             | 10. Giovanni, duca di Berry           | 20. Giovanni II, re di Francia                                              |  |  |       |  |  |                                          |  |  |                                          |  |
|                                           |                             | 10. Giovanni, duca di Berry           | 20. Giovanni II, re di Francia                                              |  |  |       |  |  |                                          |  |  |                                          |  |
|                                           |                             | 10. Giovanni, duca di Berry           | 21. Bona di Lussemburgo                                                     |  |  |       |  |  |                                          |  |  |                                          |  |
| 5. Bona di Berry                          |                             | 10. Giovanni, duca di Berry           |                                                                             |  |  |       |  |  |                                          |  |  |                                          |  |
|                                           |                             | 11. Giovanna d'Armagnac               | 22. Giovanni I, conte d'Armagnac e Rodez (= 16)                             |  |  |       |  |  |                                          |  |  |                                          |  |
|                                           |                             | 11. Giovanna d'Armagnac               | 22. Giovanni I, conte d'Armagnac e Rodez (= 16)                             |  |  |       |  |  |                                          |  |  |                                          |  |
|                                           |                             | 11. Giovanna d'Armagnac               | 23. Beatrice di Charolais (= 17)                                            |  |  |       |  |  |                                          |  |  |                                          |  |
| 1. Maria d'Armagnac                       |                             | 11. Giovanna d'Armagnac               |                                                                             |  |  |       |  |  |                                          |  |  |                                          |  |
|                                           | 12. Carlo II, re di Navarra | 24. Filippo, conte d'Évreux           |                                                                             |  |  |       |  |  |                                          |  |  |                                          |  |
|                                           | 12. Carlo II, re di Navarra | 24. Filippo, conte d'Évreux           |                                                                             |  |  |       |  |  |                                          |  |  |                                          |  |
|                                           | 12. Carlo II, re di Navarra | 25. Giovanna II, regina di Navarra    |                                                                             |  |  |       |  |  |                                          |  |  |                                          |  |
| 6. Carlo III, re di Navarra               | 12. Carlo II, re di Navarra |                                       |                                                                             |  |  |       |  |  |                                          |  |  |                                          |  |
|                                           |                             | 13. Giovanna di Francia               | 26. Giovanni II, re di Francia (= 20)                                       |  |  |       |  |  |                                          |  |  |                                          |  |
|                                           |                             | 13. Giovanna di Francia               | 26. Giovanni II, re di Francia (= 20)                                       |  |  |       |  |  |                                          |  |  |                                          |  |
|                                           |                             | 13. Giovanna di Francia               | 27. Bona di Lussemburgo (= 21)                                              |  |  |       |  |  |                                          |  |  |                                          |  |
| 3. Isabella di Navarra                    |                             | 13. Giovanna di Francia               |                                                                             |  |  |       |  |  |                                          |  |  |                                          |  |
|                                           |                             | 14. Enrico II, re di Castiglia e León | 28. Alfonso XI, re di Castiglia e León                                      |  |  |       |  |  |                                          |  |  |                                          |  |
|                                           |                             | 14. Enrico II, re di Castiglia e León | 28. Alfonso XI, re di Castiglia e León                                      |  |  |       |  |  |                                          |  |  |                                          |  |
|                                           |                             | 14. Enrico II, re di Castiglia e León | 29. Eleonora di Guzmán                                                      |  |  |       |  |  |                                          |  |  |                                          |  |
| 7. Eleonora di Castiglia                  |                             | 14. Enrico II, re di Castiglia e León |                                                                             |  |  |       |  |  |                                          |  |  |                                          |  |
|                                           |                             | 15. Giovanna di Castiglia             | 30. Giovanni Emanuele di Castiglia, signore di Villena, Escalona e Peñafiel |  |  |       |  |  |                                          |  |  |                                          |  |
|                                           |                             | 15. Giovanna di Castiglia             | 30. Giovanni Emanuele di Castiglia, signore di Villena, Escalona e Peñafiel |  |  |       |  |  |                                          |  |  |                                          |  |
|                                           |                             | 15. Giovanna di Castiglia             | 31. Bianca de La Cerda y Lara                                               |  |  |       |  |  |                                          |  |  |                                          |  |
|                                           |                             | 15. Giovanna di Castiglia             |                                                                             |  |  |       |  |  |                                          |  |  |                                          |  |